# Kerkhof van Anzin
De kerkhof van Anzin-St. Aubin is een begraafplaats gelegen rond de Église du Sacré-Cœur-Jésus in de Franse gemeente Anzin-Saint-Aubin in het departement Pas-de-Calais. Ze wordt omsloten door een bakstenen muur en is toegankelijke via drie metalen hekkens.

## Britse oorlogsgraven
Aan de noordzijde van de kerk ligt een perk met vijf Britse oorlogsgraven uit de Tweede Wereldoorlog (waaronder twee niet geïdentificeerde). De drie geïdentificeerde slachtoffers zijn sergeant Archie Murdoch, kanonnier Moses Brooks en soldaat Thomas Bremner. Zij sneuvelden in mei 1940. 
De graven worden onderhouden door de Commonwealth War Graves Commission en staan er geregistreerd onder Anzin-St. Aubin Churchyard.